# Darja Švajger
Darja Švajger (Maribor, 16. lipnja 1965.) jedna je od najpopularnijih slovenskih pjevačica, u dva navrata je predstavljala Sloveniju na Eurosongu.

## Rani život
Darja se glazbom počela baviti već u djetinjstvu. Nakon završene srednje škole upisuje Muzički fakultet i pohađa satove umjetnosti u Grazu u Austriji, gdje je studirala klasično solo pjevanje i jazz. Godine 1997. diplomirala je magna cum laude. Već za vrijeme studija počela je nastupati kao solo vokal s raznim glazbenim sastavima i simfonijskim orkestrima. Od 1992. godine angažirana je na nekoliko projekata Slovenskog narodnog kazališta u Mariboru. Godine 1993. međunarodni žiri festivala pop glazbe "Melodija mora i sunca", održan u Kopru, dodijelio je svoju prvu nagradu u slovenskom dijelu međunarodne kategorije. Uskoro je uslijedio njezin prvi album V objemu noči.

## Albumi
- 1994.: V objemu noči
- 1995.: Prisluhni mi
- 1998.: Trenutki
- 1999.: Še tisoč let
- 2001.: Plameni
- 2005.: Najlepše uspešnice
- 2008.: Moji obrazi
- 2013.: Moji obrazi

## Pjesma Eurovizije 1995.
Godine 1995., Darja prvi put. Sloveniju je predstavljala na na Eurosongu u Dublinu, izvevši pjesmu Prisluhni mi Primoča Peterca i Saša Fajona. Balada je završila na 7. mjestu, što je do danas (2020.) najbolji rezultat Slovenije na natjecanju. Darja je u Sloveniji osvojila nagrade Pop pjevačica godine 1995. i 1996. godine. U sljedećim godinama postala je vrlo aktivna, a drugi album Trenutki objavila je 1998. godine.

## Pjesma Eurovizije 1999.
Godine 1999. nacionalna televizijska kuća odabrala je Darju za predstavljanje Slovenije na Eurovizijskom natjecanju u Jeruzalemu. Peterca i Fajon ponovno su napisali baladu za nju, naslovljenu Še tisoč let (Tisuću godina). Skladatelj je izjavio da ga je nadahnuo grad New York tijekom svog četveromjesečnog boravka u njemu. Pjesma je na početku glasovanje izbila na prvo mjesto, no na kraju je osvojila ukupno 50 bodova i zauzela je 11. mjesto među 23 natjecatelja.